# Oroperipatus tuberculatus
Oroperipatus tuberculatus är en klomaskart som först beskrevs av Eugène Louis Bouvier 1898.  Oroperipatus tuberculatus ingår i släktet Oroperipatus och familjen Peripatidae. Inga underarter finns listade i Catalogue of Life.